# Kommunalwahlen im Volksstaat Hessen 1922
Die Kommunalwahlen im Volksstaat Hessen 1922 waren die zweiten Kommunalwahlen im Volksstaat Hessen und fanden am 19. November 1922 statt.

## Hintergrund
Die kommunalen Volksvertretungen waren zuletzt bei den Kommunalwahlen im Volksstaat Hessen 1919/1920 bestimmt worden. Nach dem Ablauf der dreijährigen Wahlperiode standen nun turnusgemäß Neuwahlen an. Während die ersten Kommunalwahlen durch die Wirren der Nachkriegszeit geprägt worden war, war die Lage nun deutlich verändert. Zum Zeitpunkt der Wahl bestand die Alliierte Rheinlandbesetzung fort. Die Wahlen in der Provinz Rheinhessen fanden daher im besetzten Gebiet statt. Prägend für die wirtschaftliche Situation war die Deutsche Inflation 1914 bis 1923. Die Landtagswahl im Volksstaat Hessen 1921 hatte gegenüber der vorherigen Wahl deutliche Verluste der SPD ergeben. Auf kommunaler Ebene spielten lokale Wählerlisten eine große Rolle.

## Die Wahlen der Stadt- und Gemeindeparlamente
Die Stadtverordneten- und Gemeinderatswahlen erfolgten im Verhältniswahlrecht auf 3 Jahre. In Gemeinden, in denen nur ein Wahlvorschlag eingereicht wurde, fanden keine Wahlen statt, sondern der Wahlvorschlag galt als gewählt.
| Gemeinden mit ... Gemeindevertretern | Zahl der Gemeinden mit ... Wahlvorschlägen | Zahl der Gemeinden mit ... Wahlvorschlägen | Zahl der Gemeinden mit ... Wahlvorschlägen | Zahl der Gemeinden mit ... Wahlvorschlägen | Zahl der Gemeinden mit ... Wahlvorschlägen | Zahl der Gemeinden mit ... Wahlvorschlägen | Zahl der Gemeinden mit ... Wahlvorschlägen | Zahl der Gemeinden mit ... Wahlvorschlägen | Zahl der Gemeinden mit ... Wahlvorschlägen | Gemeinden ohne Wahl | Summe |
| Gemeinden mit ... Gemeindevertretern | 1                                          | 2                                          | 3                                          | 4                                          | 5                                          | 6                                          | 7                                          | 8                                          | 9 und mehr                                 | Gemeinden ohne Wahl | Summe |
| ------------------------------------ | ------------------------------------------ | ------------------------------------------ | ------------------------------------------ | ------------------------------------------ | ------------------------------------------ | ------------------------------------------ | ------------------------------------------ | ------------------------------------------ | ------------------------------------------ | ------------------- | ----- |
| unter 7                              |                                            |                                            |                                            |                                            |                                            |                                            |                                            |                                            |                                            | 10                  | 10    |
| 7                                    | 10                                         | 128                                        | 19                                         | 6                                          |                                            |                                            |                                            |                                            |                                            | 274                 | 437   |
| 9                                    |                                            | 119                                        | 50                                         | 12                                         | 1                                          |                                            |                                            |                                            |                                            | 91                  | 273   |
| 12                                   |                                            | 72                                         | 70                                         | 22                                         | 6                                          | 1                                          |                                            |                                            |                                            | 14                  | 185   |
| 15                                   |                                            | 2                                          | 14                                         | 10                                         | 5                                          | 2                                          |                                            |                                            |                                            |                     | 33    |
| 18                                   |                                            | 4                                          | 9                                          | 3                                          | 1                                          | 2                                          |                                            |                                            |                                            |                     | 19    |
| 21 bis 54                            |                                            |                                            | 1                                          |                                            | 4                                          | 3                                          | 2                                          | 1                                          | 2                                          |                     | 13    |
| Summe                                | 10                                         | 325                                        | 163                                        | 53                                         | 17                                         | 8                                          | 2                                          | 1                                          | 2                                          | 389                 | 970   |

Die Zahl der Gemeindevertreter/Stadtverordneten hing von der Größe der Gemeinde ab und verteilte sich wie folgt:
| Kreise/Provinzen   | < 7 | 7   | 9   | 12  | 15 | 18 | 21 bis 54 | Summe |
| ------------------ | --- | --- | --- | --- | -- | -- | --------- | ----- |
| Kreis Darmstadt    |     | 5   | 2   | 8   | 2  | 4  | 1         | 22    |
| Kreis Bensheim     | 1   | 18  | 11  | 12  |    | 2  | 2         | 46    |
| Kreis Dieburg      | 2   | 32  | 17  | 14  | 4  | 1  |           | 70    |
| Kreis Erbach       | 2   | 70  | 16  | 8   | 2  |    |           | 98    |
| Kreis Groß-Gerau   |     | 4   | 4   | 16  | 4  | 3  |           | 31    |
| Kreis Heppenheim   | 4   | 39  | 10  | 8   | 1  | 1  | 1         | 64    |
| Kreis Offenbach    |     | 1   | 6   | 17  | 4  | 4  | 2         | 34    |
| Kreis Gießen       |     | 34  | 27  | 17  | 1  |    | 1         | 80    |
| Kreis Alsfeld      |     | 57  | 24  | 2   | 1  |    |           | 84    |
| Kreis Büdingen     |     | 38  | 30  | 4   | 1  |    |           | 73    |
| Kreis Friedberg    |     | 15  | 29  | 22  | 1  | 1  | 2         | 70    |
| Kreis Lauterbach   |     | 50  | 11  | 4   | 1  |    |           | 66    |
| Kreis Schotten     | 1   | 33  | 15  | 5   |    |    |           | 54    |
| Kreis Mainz        |     | 1   | 6   | 7   | 2  | 3  | 1         | 20    |
| Kreis Alzey        |     | 22  | 16  | 9   |    |    | 1         | 48    |
| Kreis Bingen       |     | 3   | 13  | 5   | 4  |    | 1         | 26    |
| Kreis Oppenheim    |     | 8   | 22  | 11  | 3  |    |           | 44    |
| Kreis Worms        |     | 7   | 14  | 16  | 2  |    | 1         | 40    |
| Starkenburg        | 9   | 169 | 66  | 83  | 17 | 15 | 6         | 365   |
| Provinz Oberhessen | 1   | 227 | 136 | 54  | 5  | 1  | 3         | 427   |
| Rheinhessen        |     | 41  | 71  | 48  | 11 | 3  | 4         | 178   |
| Hessen             | 10  | 437 | 273 | 185 | 33 | 19 | 13        | 970   |

Das Ergebnis verteilte sich wie folgt auf die Parteien/Wahllisten:
| Partei/Liste                                                                    | Provinz Starkenburg | Provinz Oberhessen | Provinz Rheinhessen | Hessen | Hessen in % |
| ------------------------------------------------------------------------------- | ------------------- | ------------------ | ------------------- | ------ | ----------- |
| Kommunisten                                                                     | 95                  | 29                 | 13                  | 137    | 1,51        |
| Sozialdemokraten                                                                | 1176                | 845                | 404                 | 2425   | 26,82       |
| Demokraten                                                                      | 129                 | 75                 | 201                 | 405    | 4,48        |
| Zentrum                                                                         | 350                 | 41                 | 401                 | 792    | 8,76        |
| Deutsche Volkspartei                                                            | 134                 | 37                 | 312                 | 483    | 5,34        |
| Hessische Volkspartei                                                           | 32                  | 67                 | 10                  | 109    | 1,21        |
| Bauernbund                                                                      | 539                 | 844                |                     | 1383   | 15,29       |
| Freie Bauernschaften                                                            |                     |                    | 167                 | 167    | 1,85        |
| Bürgerliche Partei, Mittelstand, Mittelpartei, Wirtschaftliche Vereinigung usw. | 498                 | 576                | 137                 | 1211   | 13,39       |
| Parteilos                                                                       | 540                 | 926                | 147                 | 1613   | 17,84       |
| Beamte und Angestellte                                                          | 4                   | 16                 | 6                   | 26     | 0,29        |
| Sonstige                                                                        | 31                  | 29                 | 4                   | 64     | 0,71        |
| Unbekannt                                                                       | 4                   | 162                | 62                  | 228    | 2,52        |
| Summe                                                                           | 3532                | 3647               | 1864                | 9043   | 100         |

In der Provinz Starkenburg waren das:
|                                                                                 | Kreis Darmstadt | Kreis Bensheim | Kreis Dieburg | Kreis Erbach | Kreis Groß-Gerau | Kreis Heppenheim | Kreis Offenbach | Provinz Starkenburg |
| ------------------------------------------------------------------------------- | --------------- | -------------- | ------------- | ------------ | ---------------- | ---------------- | --------------- | ------------------- |
| Kommunisten                                                                     | 8               | 5              | 14            | 8            | 18               | 2                | 40              | 95                  |
| Sozialdemokraten                                                                | 149             | 139            | 201           | 211          | 148              | 130              | 198             | 1176                |
| Demokraten                                                                      | 17              | 10             | 16            | 23           | 27               | 20               | 16              | 129                 |
| Zentrum                                                                         | 3               | 64             | 70            | 8            | 23               | 79               | 103             | 350                 |
| Deutsche Volkspartei                                                            | 26              | 14             | 25            | 18           | 7                | 34               | 10              | 134                 |
| Hessische Volkspartei                                                           | 4               | 3              | 12            | 9            |                  |                  | 4               | 32                  |
| Bauernbund                                                                      | 38              | 85             | 164           | 131          | 73               | 35               | 13              | 539                 |
| Freie Bauernschaften                                                            |                 |                |               |              |                  |                  |                 | 0                   |
| Bürgerliche Partei, Mittelstand, Mittelpartei, Wirtschaftliche Vereinigung usw. | 41              | 79             | 41            | 143          | 52               | 92               | 50              | 498                 |
| Parteilos                                                                       | 21              | 51             | 81            | 214          | 20               | 136              | 17              | 540                 |
| Beamte und Angestellte                                                          |                 |                | 3             |              |                  | 1                |                 | 4                   |
| Sonstige                                                                        | 4               |                | 5             | 4            | 2                | 1                | 15              | 31                  |
| Unbekannt                                                                       |                 | 3              | 1             |              |                  |                  |                 | 4                   |
| Summe                                                                           | 311             | 453            | 633           | 769          | 370              | 530              | 466             | 3532                |

In der Provinz Oberhessen waren das:
|                                                                                 | Kreis Gießen | Kreis Alsfeld | Kreis Büdingen | Kreis Friedberg | Kreis Lauterbach | Kreis Schotten | Provinz Oberhessen |
| ------------------------------------------------------------------------------- | ------------ | ------------- | -------------- | --------------- | ---------------- | -------------- | ------------------ |
| Kommunisten                                                                     | 4            |               | 10             | 15              |                  |                | 29                 |
| Sozialdemokraten                                                                | 243          | 79            | 133            | 284             | 59               | 47             | 845                |
| Demokraten                                                                      | 20           | 3             | 14             | 13              | 3                | 22             | 75                 |
| Zentrum                                                                         | 3            |               |                | 38              |                  |                | 41                 |
| Deutsche Volkspartei                                                            | 8            | 5             | 2              | 16              | 5                | 1              | 37                 |
| Hessische Volkspartei                                                           | 12           | 10            | 10             | 17              | 2                | 16             | 67                 |
| Bauernbund                                                                      | 164          | 137           | 142            | 156             | 127              | 118            | 844                |
| Freie Bauernschaften                                                            |              |               |                |                 |                  |                | 0                  |
| Bürgerliche Partei, Mittelstand, Mittelpartei, Wirtschaftliche Vereinigung usw. | 153          | 160           | 65             | 109             | 62               | 27             | 576                |
| Parteilos                                                                       | 105          | 232           | 204            | 39              | 207              | 139            | 926                |
| Beamte und Angestellte                                                          | 1            | 2             | 3              | 7               | 3                |                | 16                 |
| Sonstige                                                                        | 8            | 5             |                | 12              |                  | 4              | 29                 |
| Unbekannt                                                                       | 22           | 21            | 16             | 5               | 44               | 54             | 162                |
| Summe                                                                           | 743          | 654           | 599            | 711             | 512              | 428            | 3647               |

In der Provinz Oberhessen waren das:
|                                                                                 | Kreis Mainz | Kreis Alzey | Kreis Bingen | Kreis Oppenheim | Kreis Worms | Provinz Rheinhessen |
| ------------------------------------------------------------------------------- | ----------- | ----------- | ------------ | --------------- | ----------- | ------------------- |
| Kommunisten                                                                     | 7           | 2           | 1            |                 | 3           | 13                  |
| Sozialdemokraten                                                                | 93          | 63          | 46           | 70              | 132         | 404                 |
| Demokraten                                                                      | 12          | 81          | 34           | 59              | 15          | 201                 |
| Zentrum                                                                         | 108         | 64          | 61           | 103             | 65          | 401                 |
| Deutsche Volkspartei                                                            | 19          | 95          | 15           | 58              | 125         | 312                 |
| Hessische Volkspartei                                                           | 4           | 1           |              | 4               | 1           | 10                  |
| Bauernbund                                                                      |             |             |              |                 |             | 0                   |
| Freie Bauernschaften                                                            | 11          | 44          | 33           | 56              | 23          | 167                 |
| Bürgerliche Partei, Mittelstand, Mittelpartei, Wirtschaftliche Vereinigung usw. | 18          | 34          | 33           | 14              | 38          | 137                 |
| Parteilos                                                                       | 12          | 30          | 37           | 51              | 17          | 147                 |
| Beamte und Angestellte                                                          | 3           |             | 3            |                 |             | 6                   |
| Sonstige                                                                        | 2           |             |              |                 | 2           | 4                   |
| Unbekannt                                                                       |             | 13          | 16           | 15              | 18          | 62                  |
| Summe                                                                           | 289         | 427         | 279          | 430             | 439         | 1864                |